# Кресент (Луизијана)
Кресент (енгл. Crescent) насељено је место без административног статуса у америчкој савезној држави Луизијана.

## Демографија
По попису из 2010. године број становника је 959.
| Група             | 2000.    | 2010.       |
| Белци             | 0 (0,0%) | 579 (60,4%) |
| Афроамериканци    | 0 (0,0%) | 356 (37,1%) |
| Азијати           | 0 (0,0%) | 1 (0,1%)    |
| Хиспаноамериканци | 0 (0,0%) | 19 (2,0%)   |
| Укупно            | 0        | 959         |